# أسف
الأسف أو الأسى هو شعورٌ يأتي بعد ارتكاب ذنب أو خطأ في حق شخص آخر، فالشخص يتأسف عندما يخطأ على شخص آخر ويريد من الطرف الآخر أن يسامحه على ما فعل.

## المعنى

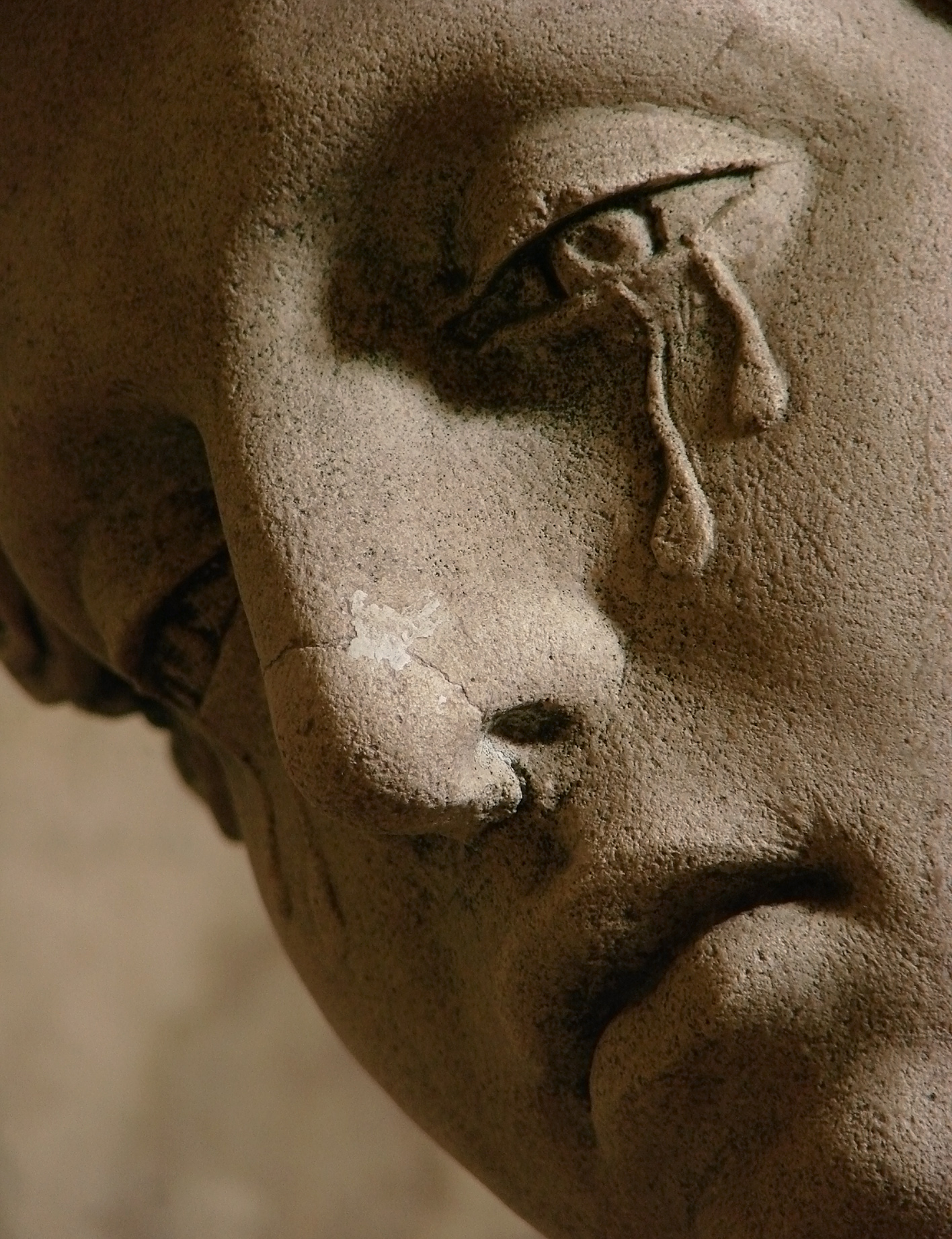
تمثال يذرف الدموع من الأسى

الأسف لغوياً: الأَسَفُ: الـمُبالغةُ في الحُزْنِ والغَضَبِ.
وأَسِفَ أَسَفاً، فهو أَسِفٌ وأَسْفان وآسِفٌ وأَسُوفٌ وأَسِيفٌ، والجمع أُسَفاء.
وقد أَسِفَ على ما فاتَه وتأَسَّفَ أَي تَلَهَّفَ، وأَسِفَ عليه أَسَفاً أَي غَضِبَ، وآسَفَه: أَغْضَبَه.
وفي التنزيل العزيز: فلما آسَفُونا انْتَقَمْنا منهم؛ معنى آسفُونا أَغْضَبُونا، وكذلك قوله عز وجل: إلى قومه غَضْبانَ أَسِفاً.
أَن يكون المعنى حَزِن على ما فاته لأَن الأَسف عند العرب الحزن، وقيل أَشدُّ الحزن، وقال الضحاك في قوله تعالى: إن لم يُؤمِنوا بهذا الحديث أَسَفاً، معناه حُزْناً، والقولُ الآخرُ أَن يكون معنى أَسِفَ على كذا وكذا أَي جَزِعَ على ما فاته، وقال مجاهد: أَسفاً أَي جَزَعاً، وقال قتادة: أَسفاً غَضَباً.
وقوله عز وجل: يا أَسفي على يوسف؛ أَسي يا جَزَعاه.